# باكستان في دورة الألعاب الآسيوية 1974
شَارَكَتْ باكستان في دورة الألعاب الآسيوية 1974 التي عُقِدت في مدينة طهران الإيرانية في الفترة المُمتدَّة من 1 إلى 16 سبتمبر 1974. فاز الرياضيون الباكستانيون بـ 11 ميدالية، بِمَا في ذلك ميداليتين ذهبيتين، واحتلوا المركز 11 في جدول الميداليات.